# Dávid Holman
Dávid Holman (Budapest, 17 marzo 1993) è un calciatore ungherese, centrocampista dello Szeged.

## Biografia
Proviene da una famiglia di calciatori e allenatori, il padre è presidente dell'Érsekvadkert, mentre i due fratelli ricoprono rispettivamente la carica di allenatore e attaccante.

## Caratteristiche tecniche
Trequartista o centrale, fa dei sui centimetri il punto forte sui colpi di testa nei calci piazzati, abile nel dribbling, ha buona confidenza con il gol.

## Carriera

### Club
Cresce calcisticamente nei settori giovanili di Vác e MTK Budapest, nella stagione 2009-10 fa il suo esordio tra i professionisti, andando in prestito all'Érsekvadkert in NBIII ovvero la terza divisione magiara. La stagione seguente viene acquistato a titotolo definitivo dal Ferencváros, che lo inserisce inizialmente nella propria squadra riserve che milita in seconda divisione. A partire dalla stagione successiva entra nel giro della prima squadra, riuscendo ad esordire all'età di 18 anni in un match della Coppa di Lega e successivamente esordisce alla penultima giornata anche in massima serie, debuttando da titolare e lasciando il posto al 61' minuto a Gergő Beliczky nella sfida interna persa 1-0 contro il Siófok. Ha sempre giocato nel campionato ungherese, poi nel 2015 viene mandato in prestito al Lech Poznań per un anno. Nel biennio 2023-2025 ha giocato con l'Honvéd ricoprendo il ruolo di vapitano della squadra, successivamente si trasferisce allo Szeged sempre in seconda divisione, indossando nuovamente la fascia da capitano e scegliendo la maglia numero 10.

### Nazionale
Ha esordito in Nazionale Under-21 durante le qualificazioni agli europei di categoria.

## Statistiche

### Presenze e reti nei club
Statistiche aggiornate al 27 febbraio 2025
| Stagione                 | Squadra                  | Campionato               | Campionato | Campionato | Coppa nazionale | Coppa nazionale | Coppa nazionale | Coppe continentali | Coppe continentali | Coppe continentali | Altre coppe | Altre coppe | Altre coppe | Totale | Totale |
| Stagione                 | Squadra                  | Comp                     | Pres       | Reti       | Comp            | Pres            | Reti            | Comp               | Pres               | Reti               | Comp        | Pres        | Reti        | Pres   | Reti   |
| ------------------------ | ------------------------ | ------------------------ | ---------- | ---------- | --------------- | --------------- | --------------- | ------------------ | ------------------ | ------------------ | ----------- | ----------- | ----------- | ------ | ------ |
| 2009-2010                | Érsekvadkert             | NBIII                    | 6          | 1          | MK              | 0               | 0               | -                  | -                  | -                  | -           | -           | -           | 6      | 1      |
| 2010-2011                | Ferencváros II           | NBII                     | 1          | 0          | -               | -               | -               | -                  | -                  | -                  | -           | -           | -           | 20     | 7      |
| 2011-2012                | Ferencváros II           | NBII                     | 20         | 3          | -               | -               | -               | -                  | -                  | -                  | -           | -           | -           | 0      | 0      |
| 2012-2013                | Ferencváros II           | NBII                     | 16         | 5          | -               | -               | -               | -                  | -                  | -                  | -           | -           | -           | 16     | 7      |
| 2013-2014                | Ferencváros II           | NBIII                    | 4          | 3          | -               | -               | -               | -                  | -                  | -                  | -           | -           | -           | 20     | 7      |
| Totale Ferencváros II    | Totale Ferencváros II    | Totale Ferencváros II    | 41         | 11         |                 | -               | -               |                    | -                  | -                  |             | -           | -           | 41     | 11     |
| 2011-2012                | Ferencváros              | NBI                      | 1          | 0          | MK+MLK          | 0+1             | 0+0             | UEL                | 0                  | 0                  |             | -           | -           | 2      | 0      |
| 2012-2013                | Ferencváros              | NBI                      | 4          | 0          | MK+MLK          | 0+1             | 0+0             |                    | -                  | -                  |             | -           | -           | 5      | 0      |
| 2013-2014                | Ferencváros              | NBI                      | 22         | 3          | MK+ML           | 1+5             | 0+2             |                    | -                  | -                  |             | -           | -           | 28     | 5      |
| 2014-gen. 2015           | Ferencváros              | NBI                      | 0          | 0          | MK+MLK          | 0+1             | 0+0             | UEL                | 1                  | 0                  | -           | -           | -           | 2      | 0      |
| Totale Ferencváros       | Totale Ferencváros       | Totale Ferencváros       | 27         | 3          |                 | 9               | 2               |                    | 1                  | 0                  |             | -           | -           | 37     | 5      |
| gen.-giu. 2015           | Lech Poznań II           | 2.L                      | 11         | 4          | -               | -               | -               | -                  | -                  | -                  | -           | -           | -           | 11     | 4      |
| gen.-giu. 2015           | Lech Poznań              | EK                       | 1          | 0          | CP              | 1               | 0               | UEL                | -                  | -                  | -           | -           | -           | 2      | 0      |
| 2015-feb. 2016           | Lech Poznań              | EK                       | 3          | 0          | CP              | 3               | 2               | UCL+UEL            | 0+3                | 0+0                | SP          | 0           | 0           | 9      | 2      |
| Totale Lech Poznań       | Totale Lech Poznań       | Totale Lech Poznań       | 4          | 0          |                 | 4               | 2               |                    | 3                  | 0                  |             | 0           | 0           | 11     | 2      |
| feb.-giu. 2016           | Debrecen                 | NBI                      | 13         | 2          | MK              | 3               | 0               | UEL                | -                  | -                  | -           | -           | -           | 16     | 2      |
| 2016-2017                | Debrecen                 | NBI                      | 26         | 7          | MK              | 1               | 0               | UEL                | 4                  | 1                  | -           | -           | -           | 31     | 8      |
| lug.-ago. 2017           | Debrecen                 | NBI                      | 5          | 0          | MK              | 0               | 0               | -                  | -                  | -                  | -           | -           | -           | 5      | 0      |
| Totale Debrecen          | Totale Debrecen          | Totale Debrecen          | 44         | 9          |                 | 4               | 0               |                    | 4                  | 1                  |             | -           | -           | 52     | 10     |
| ago. 2017-2018           | Slovan Bratislava        | FL                       | 18+9       | 3+2        | CS              | 5               | 1               | UEL                | -                  | -                  |             | -           | -           | 32     | 6      |
| 2018-2019                | Slovan Bratislava        | SL                       | 17+7       | 3+3        | CS              | 0               | 0               | UEL                | 4                  | 0                  | -           | -           | -           | 28     | 6      |
| 2019-2020                | Slovan Bratislava        | SL                       | 16+2       | 5          | CS              | 3               | 0               | UCL+UEL            | 2+10               | 0+2                |             | -           | -           | 33     | 7      |
| 2020-2021                | Slovan Bratislava        | SL                       | 17+7       | 8+2        | CS              | 5               | 1               | UEL                | 1                  | 0                  | -           | -           | -           | 30     | 11     |
| 2021-2022                | Slovan Bratislava        | SL                       | 6+2        | 0          | CS              | 1               | 0               | UCL+UEL+UECL       | 0+0                | 0+0+0              | -           | -           | -           | 9      | 0      |
| 2022-2023                | Slovan Bratislava        | SL                       | 3+1        | 1+0        | CS              | 1               | 0               | UCL+UEL+UECL       | 4+0+0              | 0+0+0              | -           | -           | -           | 9      | 1      |
| Totale Slovan Bratislava | Totale Slovan Bratislava | Totale Slovan Bratislava | 105        | 27         |                 | 15              | 2               |                    | 21                 | 2                  |             | -           | -           | 141    | 31     |
| gen.-giu. 2023           | Slovan Bratislava B      | 2.L                      | 4          | 2          | -               | -               | -               | -                  | -                  | -                  |             | -           | -           | 4      | 2      |
| 2023-2024                | Honvéd                   | NBII                     | 27         | 4          | MK              | 2               | 0               |                    | -                  | -                  |             | -           | -           | 29     | 4      |
| 2024-2025                | Honvéd                   | NBII                     | 14         | 1          | MK              | 1               | 0               | -                  | -                  | -                  | -           | -           | -           | 15     | 1      |
| Totale Honvéd            | Totale Honvéd            | Totale Honvéd            | 41         | 5          |                 | 3               | 0               |                    | -                  | -                  |             | -           | -           | 44     | 5      |
| 2024-2025                | Szeged                   | NBII                     | 2          | 1          | MK              | 0               | 0               | -                  | -                  | -                  | -           | -           | -           | 2      | 1      |
| Totale carriera          | Totale carriera          | Totale carriera          | 284        | 63         |                 | 32              | 6               |                    | 29                 | 3                  |             | 0           | 0           | 349    | 72     |

## Palmarès

### Club

#### Competizioni nazionali
- Coppa di Lega ungherese: 1

Ferencvaros: 2012-2013
- Campionato polacco: 1

Lech Poznan: 2014-2015
- Supercoppa di Polonia: 1

Lech Poznan: 2015
- Campionato slovacco: 5

Slovan Bratislava: 2018-2019, 2019-2020, 2020-2021, 2021-2022, 2022-2023
- Coppa di Slovacchia: 3

Slovan Bratislava: 2017-2018, 2019-2020, 2020-2021

### Individuale
- Squadra dell'anno dell'Ekstraklasa:1

2014-2015